# Elavbrott

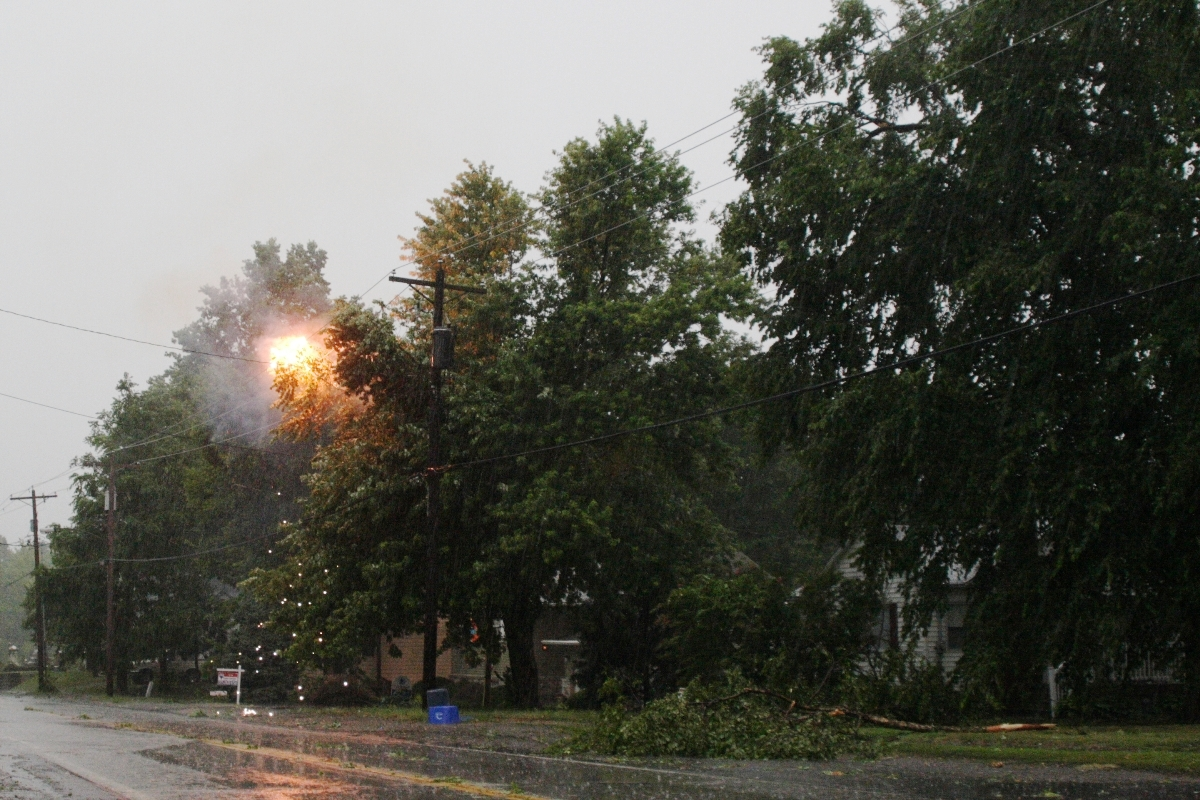
En kortsluten kraftledning kan orsaka brand.

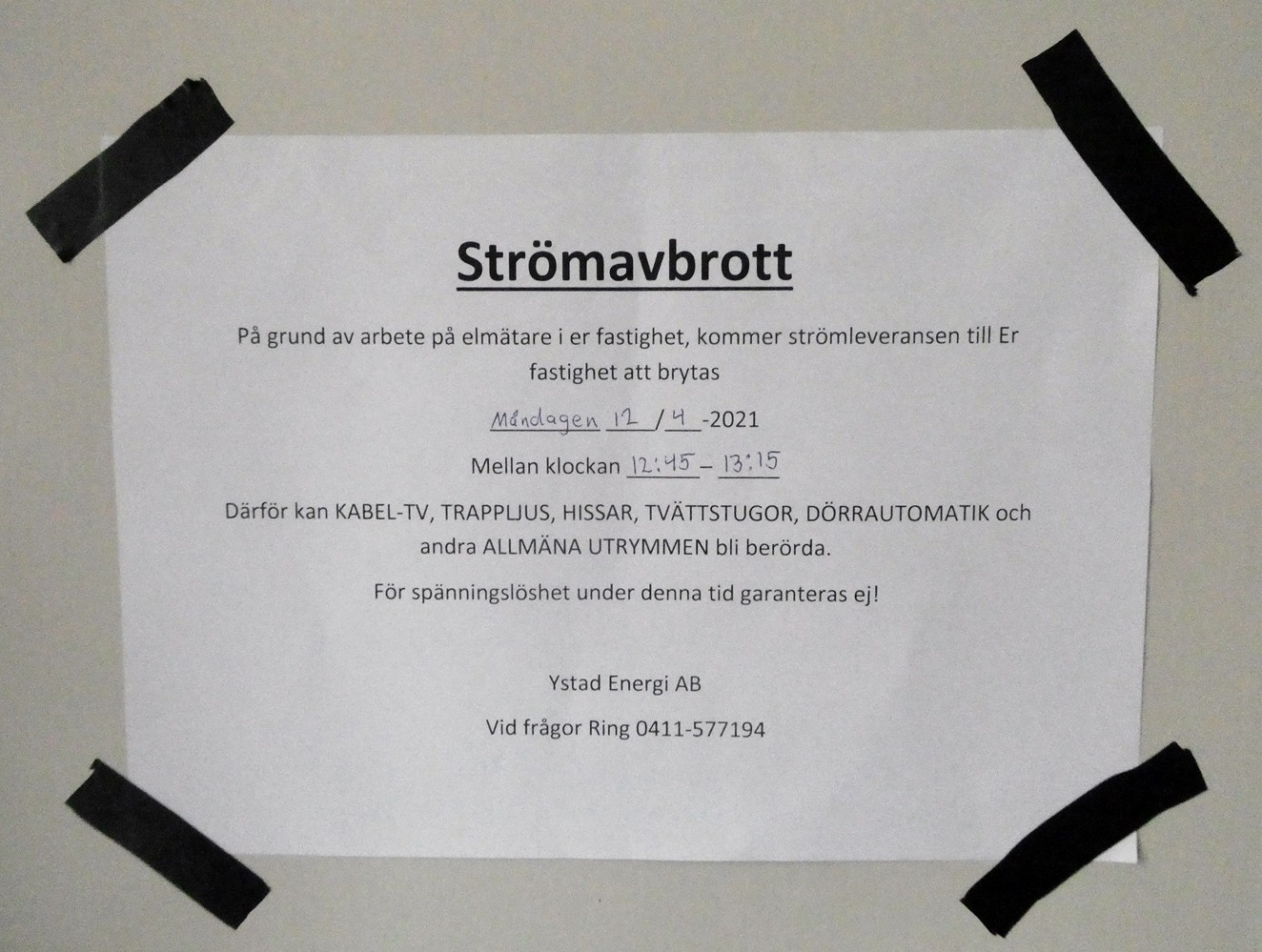
Ett meddelande om strömavbrott för byte av elmätare.

Elavbrott eller strömavbrott är ett avbrott i elektricitetsförsörjningen. Ett avbrott kan i sin tur medföra driftstörningar i tjänster som telefoni, internet, vattenförsörjning, och avloppssystem.

## Elnätskollaps
En elnätskollaps, spänningskollaps, eller long-term voltage collapse som dess engelska uttryck lyder, är ett följdfel som kan inträffa i större, oftast nationella, elnät och som gör att gigantiska områden så småningom blir utan elektricitet.
Elnätskollapsen startar som ett allvarligt fel i en kritisk distributionspunkt.
Distributören försöker då, per automatik eller manuellt, kringgå den felande punkten genom att distribuera den elektriska energin via redundanta förbindelser, men då dessa så småningom blir överbelastade slås även dess distributionspunkter ut, elenergin distribueras nu en ny väg, osv.
Följden blir så småningom att enormt stora områden blir helt utan elektricitet när systemet har kollapsat. Tiden från det första felet till dess att avbrottet har nått sitt maximum kan variera mellan fem minuter och upp till en timme. I det senare fallet talar man på engelska om en long-term slow voltage collapse.
För att förhindra större elnätskollapser krävs omfattande konsekvensanalyser kring vad som kan inträffa när ett elnät får ta över belastningen från ett annat, samt installation av reläer på strategiska ställen som förhindrar att allvarliga fel sprider sig. 

## Historiska elnätskollapser
- 1965-11-09 - USA, Northeast blackout[1]
- 1970-08-22 - Japan
- 1978-12-19 - Frankrike
- 1983-12-27 - Fel i en frånskiljare i ett ställverk i Hamra utanför Enköping orsakade storstörningen 1983[2], där hela Sveriges elnät söder om Dalälven slogs ut under flera timmar.[3]
- 1987-07-23 - Japan
- 1997-02-26 - Uven Eloff flög in i en kraftledning utanför Sundsvall, släckte elförsörjningen för 50 000 hushåll och tre pappers- och massafabriker så att världsmarknadspriset på pappersmassa höjdes[4][5]
- 1998-01-04 - Kanada[6]
- 2003-08-14 - Stor spänningskollaps drabbar 50 miljoner människor i USA och Kanada.
- 2003-09-23 - Två orelaterade felhändelser inom 5 minuter (snabbstopp i Oskarshamn 3 samt ett ställverksfel i Horred som gör att Ringhals 3 och 4 kopplas bort) orsakar storstörningen 2003, en spänningskollaps i södra Sverige. I stort sett alla söder om en linje mellan Kungsbacka, Jönköping och Västervik - 2,6 miljoner människor i Sverige och 2,4 miljoner danskar - blir utan ström i 1-3 timmar.[7]
- 2003-09-28 - Italien
- 2012-12-03 - Stockholm, 81 000 abonnenter i södra delen drabbas av elavbrott i cirka 3 timmar.[8][9]
- 2019-06-16 - Sammanlagt 48 miljoner abonnenter i Sydamerika (hela Uruguay, i stort sett hela Argentina och delar av Paraguay) stod utan el.[10]

## Elavbrott och födelsetal
En vanligt förekommande faktoid är att födelsetal brukar få en kraftig topp i ett område nio månader efter elavbrott och liknande, eftersom det skulle medföra ett omfattande barnalstrande. Det finns ett flertal motbevis mot denna uppfattning.

## Ersättning i Sverige
En elkund har rätt till avbrottsersättning om elavbrottet varar i en sammanhängande period av minst 12 timmar enligt ellagen. Ersättningen är 12,5 % av den beräknade årliga nätkostnaden, dock lägst 2 % av prisbasbeloppet avrundat till närmast hundratal kronor. Elavbrott ska anmälas till elbolaget. Återbetalningen görs automatiskt när elbolaget fått informationen om elavbrottet.